# Империя чувств
«Империя чувств» или «Коррида любви» (яп. 愛のコリーダ Ай но кори:да) — японский эротико-драматический кинофильм режиссёра Нагисы Осимы, снятый в 1976 году.

## Сюжет
Действие фильма происходит в Токио в 1930-х годах в зажиточном квартале и основано на скандально-известном уголовном деле Сады Абэ.

Мещанин и хозяин особняка Китидзо Исида соблазнился новенькой служанкой. Она оказывается также содержанкой у пожилых и влиятельных горожан. Между скучающим Исидой и потерянной Садой отношения стремительно развиваются. Исида всё больше пренебрегает женой и всеми делами, отдаваясь собственной страсти. Он снимает отдельную квартирку и живёт на два дома. Окружающие осуждают любовников как извращенцев, но те открывают для себя всё новые и новые аспекты страстных отношений.

Со временем любовники находят особые удовольствия в экстремальных ощущениях. Пройдя щипки и удары, они придумали использовать удушение друг друга. Исида опасается причинить вред девушке, она же душит Исиду смелее, он соглашается. Постепенно продолжительность её удушения увеличивается и однажды, то ли по неосторожности, то ли сознательно, она убивает своего любовника. Обезумев, Сада отрезает его гениталии и, счастливая, бесцельно бродит по улицам Токио, пока её не арестовывает полиция.

## В ролях
- Тацуя Фудзи — Китидзо Исида
- Эйко Мацуда — Сада Абэ
- Аой Накадзима — Току
- Акико Кояма — гейша
- Тайдзи Тонояма — старый бродяга
- Мэйка Сэри — Мацуко
- Канаэ Кобаяси — пожилая гейша
- Кёдзи Коконоэ — учитель Омия

## Ограничения на показ
Фильм содержит откровенные сцены полового акта и орального секса.
В 1976 году фильм «Империя чувств» стал сенсацией Каннского фестиваля, где его назвали «первым великим эротическим фильмом». На фестивале, по желаниям зрителей, он демонстрировался на 13 экранах, раньше столь широкого показа не было никогда. Фильм также получил Специальный приз на МКФ в Чикаго и приз Британской киноакадемии.
В Японии фильм был показан в укороченной версии (83 мин.), при этом в откровенных сценах интимные подробности были закрашены белыми облачками. После выпуска сценария в Японии Осима был отдан под суд, где продолжал тяжбу с властями четыре года, но был оправдан. В Америке и Европе фильм был вообще запрещён к широкому показу.
Фильм «Империя чувств» входит в список двенадцати самых шокирующих фильмов последних тридцати лет, составленный Британским «Times Online». Все эти фильмы в своё время получили рейтинг X.
В СССР картина попала в 1990 году и прошла ограниченным прокатом. Демонстрация фильма сопровождалась протестами, связанными с непристойным характером картины, который мог шокировать зрителей.